# Mistrovství Evropy ve fotbale hráčů do 21 let 2025 – soupisky
Soupisky na Mistrovství Evropy ve fotbale hráčů do 21 let 2025, které se hrálo na Slovensku.
| Zlato             | Stříbro            | Bronz              | Bronz                 |
| ----------------- | ------------------ | ------------------ | --------------------- |
| Anglie • Soupiska | Německo • Soupiska | Francie • Soupiska | Nizozemsko • Soupiska |

## Skupina A

### Itálie
Hlavní trenér:  Carmine Nunziata
| Jméno                  | Datum narození | Klub                  |
| Brankáři               | Brankáři       | Brankáři              |
| ---------------------- | -------------- | --------------------- |
| Sebastiano Desplanches | 11.3.2003      | Palermo FC            |
| Gioele Zacchi          | 10.7.2003      | Latina Calcio 1932    |
| Jacopo Sassi           | 24.7.2003      | Modena FC 2018        |
| Obránci                |                |                       |
| Mattia Zanotti         | 11.2.2003      | FC Lugano             |
| Matteo Ruggeri         | 11.7.2002      | Atalanta BC           |
| Lorenzo Pirola         | 20.2.2002      | Olympiakos Pireus     |
| Daniele Ghilardi       | 6.1.2003       | Hellas Verona FC      |
| Michael Kayode         | 10.7.2004      | Brentford FC          |
| Diego Coppola          | 28.12.2003     | Hellas Verona FC      |
| Riccardo Turicchia     | 5.2.2003       | Juventus Next Gen     |
| Gabriele Guarino       | 14.4.2004      | Carrarese Calcio 1908 |
| Záložníci              |                |                       |
| Matteo Prati           | 28.12.2003     | Cagliari Calcio       |
| Cher Ndour             | 27.7.2004      | ACF Fiorentina        |
| Cesare Casadei         | 10.1.2003      | Turín FC              |
| Tommaso Baldanzi       | 23.3.2003      | AS Řím                |
| Giovanni Fabbian       | 14.1.2003      | Bologna FC 1909       |
| Issa Doumbia           | 16.10.2003     | Benátky FC            |
| Niccolò Pisilli        | 23.9.2004      | AS Řím                |
| Jacopo Fazzini         | 16.3.2003      | Empoli FC             |
| Alessandro Bianco      | 1.10.2002      | AC Monza              |
| Útočníci               |                |                       |
| Giuseppe Ambrosino     | 10.9.2003      | Frosinone Calcio      |
| Wilfried Gnonto        | 5.11.2003      | Leeds United FC       |
| Luca Koleosho          | 15.9.2004      | Burnley FC            |

### Rumunsko
Hlavní trenér:  Daniel Pancu
| Jméno              | Datum narození | Klub                  |
| Brankáři           | Brankáři       | Brankáři              |
| ------------------ | -------------- | --------------------- |
| Răzvan Sava        | 21.6.2002      | Udinese Calcio        |
| Otto Hindrich      | 2.8.2002       | CFR Kluž              |
| Vlad Rafailă       | 17.2.2005      | US Lecce              |
| Obránci            |                |                       |
| Dan Sîrbu          | 22.4.2003      | FCV Farul Constanța   |
| Cristian Ignat     | 29.1.2003      | FC Rapid București    |
| Costin Amzăr       | 11.7.2003      | Al-Nasr SC            |
| Ümit Akdağ         | 6.10.2003      | Toulouse FC           |
| Matei Ilie         | 11.12.2002     | CFR Kluž              |
| Andrei Borza       | 12.11.2005     | FC Rapid București    |
| Matteo Duțu        | 23.11.2005     | Milán Futuro          |
| Tony Strata        | 7.9.2004       | AC Ajaccio            |
| Záložníci          |                |                       |
| Ianis Stoica       | 8.12.2002      | FC Hermannstadt       |
| Constantin Grameni | 23.10.2002     | FC Rapid București    |
| Octavian Popescu   | 27.12.2002     | FCSB                  |
| Zoran Mitrov       | 29.1.2002      | FC Botoșani           |
| Cătălin Vulturar   | 9.3.2004       | FC Rapid București    |
| Marius Corbu       | 7.5.2002       | APOEL FC              |
| Rareș Ilie         | 19.4.2003      | US Catanzaro 1929     |
| Ovidiu Perianu     | 16.4.2002      | AFC Unirea Slobozia   |
| Cristian Mihai     | 23.9.2004      | FC UTA Arad           |
| Útočníci           |                |                       |
| Louis Munteanu     | 16.6.2002      | CFR Kluž              |
| Rareș Burnete      | 31.1.2004      | US Lecce              |
| Vladislav Blănuță  | 12.1.2002      | FC Universitatea Kluž |

### Slovensko
Hlavní trenér:  Jaroslav Kentoš
| Jméno            | Datum narození | Klub                      |
| Brankáři         | Brankáři       | Brankáři                  |
| ---------------- | -------------- | ------------------------- |
| Ľubomír Belko    | 4.2.2002       | MŠK Žilina                |
| Adam Danko       | 27.6.2003      | FK Železiarne Podbrezová  |
| Tomáš Frühwald   | 23.9.2002      | Bohemians Praha 1905      |
| Obránci          |                |                           |
| Jakub Jakubko    | 24.8.2004      | FC Košice                 |
| Filip Mielke     | 9.4.2005       | FK Železiarne Podbrezová  |
| Adam Obert       | 23.8.2002      | Cagliari Calcio           |
| Dominik Javorček | 2.11.2002      | Holstein Kiel             |
| Nicolas Šikula   | 15.5.2003      | MFK Dukla Banská Bystrica |
| Marek Ujlaky     | 3.12.2003      | FC Spartak Trnava         |
| Adam Gaži        | 1.3.2003       | MFK Skalica               |
| Samuel Kopásek   | 22.5.2003      | MŠK Žilina                |
| Záložníci        |                |                           |
| Martin Šviderský | 4.10.2002      | UD Almería                |
| Sebastian Nebyla | 25.1.2002      | FK Jablonec               |
| Artur Gajdoš     | 20.1.2004      | AS Trenčín                |
| Mário Sauer      | 15.5.2004      | MŠK Žilina                |
| Leo Sauer        | 16.12.2005     | NAC Breda                 |
| Tomáš Rigo       | 3.7.2002       | FC Baník Ostrava          |
| Útočníci         |                |                           |
| Dominik Hollý    | 11.11.2003     | FK Jablonec               |
| Tomáš Suslov     | 7.6.2002       | Hellas Verona FC          |
| Roman Čerepkai   | 6.4.2002       | FC Košice                 |
| Adrián Kaprálik  | 10.6.2002      | MŠK Žilina                |
| Nino Marcelli    | 29.5.2005      | ŠK Slovan Bratislava      |
| Timotej Jambor   | 4.4.2003       | MŠK Žilina                |

### Španělsko
Hlavní trenér:  Santi Denia
| Jméno              | Datum narození | Klub                   |
| Brankáři           | Brankáři       | Brankáři               |
| ------------------ | -------------- | ---------------------- |
| Alejandro Iturbe   | 2.9.2003       | Atlético Madrid        |
| Aitor Fraga        | 12.3.2003      | Real Sociedad          |
| Pablo Cuñat        | 28.4.2002      | FC Cartagena           |
| Obránci            |                |                        |
| Marc Pubill        | 20.6.2003      | UD Almería             |
| Cristhian Mosquera | 27.6.2004      | Valencia CF            |
| Rafa Marín         | 19.5.2002      | SSC Neapol             |
| César Tárrega      | 26.2.2002      | Valencia CF            |
| Juanma Herzog      | 13.5.2004      | UD Las Palmas          |
| Juanlu Sánchez     | 15.8.2003      | Sevilla FC             |
| Gerard Martín      | 26.2.2002      | FC Barcelona           |
| Hugo Bueno         | 18.9.2002      | Feyenoord              |
| Záložníci          |                |                        |
| Javi Guerra        | 13.5.2003      | Valencia CF            |
| Beñat Turrientes   | 31.1.2002      | Real Sociedad          |
| Pablo Torre        | 3.4.2003       | FC Barcelona           |
| Mikel Jauregizar   | 13.11.2003     | Athletic Bilbao        |
| Alberto Moleiro    | 30.9.2003      | UD Las Palmas          |
| Pablo Marín        | 3.7.2003       | Real Sociedad          |
| Útočníci           |                |                        |
| Diego López        | 13.5.2002      | Valencia CF            |
| Mateo Joseph       | 19.10.2003     | Leeds United FC        |
| Raúl Moro          | 5.12.2002      | Real Valladolid        |
| Yeremay Hernández  | 10.12.2002     | Deportivo de La Coruña |
| Jesús Rodríguez    | 21.11.2005     | Real Betis             |
| Roberto Fernández  | 3.7.2002       | RCD Espanyol           |

## Skupina B

### Česko
Hlavní trenér:  Jan Suchopárek
| Jméno             | Datum narození | Klub              |
| Brankáři          | Brankáři       | Brankáři          |
| ----------------- | -------------- | ----------------- |
| Jiří Borek        | 23.9.2002      | 1. FC Slovácko    |
| Lukáš Horníček    | 13.7.2002      | SC Braga          |
| Jan Koutný        | 14.10.2004     | SK Sigma Olomouc  |
| Obránci           |                |                   |
| Martin Suchomel   | 11.9.2002      | AC Sparta Praha   |
| Štěpán Chaloupek  | 8.3.2003       | SK Slavia Praha   |
| Denis Halinský    | 13.7.2003      | FC Slovan Liberec |
| Filip Prebsl      | 4.3.2003       | Górnik Zabrze     |
| Karel Spáčil      | 18.5.2003      | FC Hradec Králové |
| Josef Koželuh     | 15.2.2002      | FC Slovan Liberec |
| Matěj Hadaš       | 25.11.2003     | SK Sigma Olomouc  |
| Záložníci         |                |                   |
| Jan Paluska       | 23.6.2005      | FC Viktoria Plzeň |
| Ondřej Kričfaluši | 9.3.2004       | FK Teplice        |
| Patrik Vydra      | 20.6.2003      | AC Sparta Praha   |
| Adam Karabec      | 2.7.2003       | Hamburger SV      |
| Albert Labík      | 13.5.2004      | FK Teplice        |
| Alexandr Sojka    | 2.4.2003       | FC Viktoria Plzeň |
| Kryštof Daněk     | 5.1.2003       | LASK              |
| Vojtěch Stránský  | 13.3.2003      | FK Mladá Boleslav |
| Denis Višinský    | 21.3.2003      | FC Slovan Liberec |
| Daniel Langhamer  | 20.3.2003      | FK Teplice        |
| Útočníci          |                |                   |
| Daniel Fila       | 21.8.2002      | Benátky FC        |
| Václav Sejk       | 18.5.2002      | FC Famalicão      |
| Filip Vecheta     | 15.2.2003      | MFK Karviná       |

### Anglie
Hlavní trenér:  Lee Carsley
| Jméno               | Datum narození | Klub                      |
| Brankáři            | Brankáři       | Brankáři                  |
| ------------------- | -------------- | ------------------------- |
| James Beadle        | 16.7.2004      | Brighton & Hove Albion FC |
| Tommy Simkin        | 8.12.2004      | Stoke City FC             |
| Teddy Sharman-Lowe  | 30.3.2003      | Chelsea FC                |
| Obránci             |                |                           |
| Tino Livramento     | 12.11.2002     | Newcastle United FC       |
| Ronnie Edwards      | 28.3.2003      | Southampton FC            |
| Jarell Quansah      | 29.1.2003      | Liverpool FC              |
| Charlie Cresswell   | 17.8.2002      | Toulouse FC               |
| Brooke Norton-Cuffy | 12.1.2004      | Janov CFC                 |
| CJ Egan-Riley       | 2.1.2003       | Burnley FC                |
| Záložníci           |                |                           |
| Hayden Hackney      | 26.6.2002      | Middlesbrough FC          |
| Jobe Bellingham     | 23.9.2005      | Sunderland AFC            |
| Elliot Anderson     | 6.11.2002      | Nottingham Forest FC      |
| Archie Gray         | 12.3.2006      | Tottenham Hotspur FC      |
| Jack Hinshelwood    | 11.4.2005      | Brighton & Hove Albion FC |
| Alex Scott          | 21.8.2003      | AFC Bournemouth           |
| Tyler Morton        | 31.10.2002     | Liverpool FC              |
| Útočníci            |                |                           |
| Jonathan Rowe       | 30.4.2003      | Olympique Marseille       |
| James McAtee        | 18.10.2002     | Manchester City FC        |
| Omari Hutchinson    | 30.10.2003     | Ipswich Town FC           |
| Samuel Iling-Junior | 4.10.2003      | Aston Villa FC            |
| Jay Stansfield      | 24.11.2002     | Birmingham City FC        |
| Harvey Elliott      | 4.4.2003       | Liverpool FC              |
| Ethan Nwaneri       | 21.3.2007      | Arsenal FC                |

### Německo
Hlavní trenér:  Antonio Di Salvo
| Jméno            | Datum narození | Klub                      |
| Brankáři         | Brankáři       | Brankáři                  |
| ---------------- | -------------- | ------------------------- |
| Noah Atubolu     | 25.5.2002      | SC Freiburg               |
| Tjark Ernst      | 15.3.2003      | Hertha BSC                |
| Nahuel Noll      | 17.3.2003      | SpVgg Greuther Fürth      |
| Obránci          |                |                           |
| Nnamdi Collins   | 10.1.2004      | Eintracht Frankfurt       |
| Nathaniel Brown  | 16.6.2003      | Eintracht Frankfurt       |
| Bright Arrey-Mbi | 26.3.2003      | SC Braga                  |
| Max Rosenfelder  | 10.2.2003      | SC Freiburg               |
| Lukas Ullrich    | 16.3.2004      | Borussia Mönchengladbach  |
| Tim Oermann      | 6.10.2003      | VfL Bochum                |
| Jamil Siebert    | 2.4.2002       | Fortuna Düsseldorf        |
| Elias Baum       | 26.10.2005     | SV Elversberg             |
| Záložníci        |                |                           |
| Eric Martel      | 29.4.2002      | 1. FC Köln                |
| Ansgar Knauff    | 10.1.2002      | Eintracht Frankfurt       |
| Merlin Röhl      | 5.7.2002       | SC Freiburg               |
| Jan Thielmann    | 26.5.2002      | 1. FC Köln                |
| Caspar Jander    | 23.3.2003      | 1. FC Norimberk           |
| Brajan Gruda     | 31.5.2004      | Brighton & Hove Albion FC |
| Rocco Reitz      | 29.5.2002      | Borussia Mönchengladbach  |
| Paul Nebel       | 10.10.2002     | 1. FSV Mainz 05           |
| Paul Wanner      | 23.12.2005     | 1. FC Heidenheim          |
| Útočníci         |                |                           |
| Nicolò Tresoldi  | 20.8.2004      | Hannover 96               |
| Nick Woltemade   | 14.2.2002      | VfB Stuttgart             |
| Nelson Weiper    | 17.3.2005      | 1. FSV Mainz 05           |

### Slovinsko
Hlavní trenér:  Andrej Razdrh
| Jméno               | Datum narození | Klub               |
| Brankáři            | Brankáři       | Brankáři           |
| ------------------- | -------------- | ------------------ |
| Martin Turk         | 21.8.2003      | Ruch Chorzów       |
| Žan-Luk Leban       | 15.12.2002     | Everton FC         |
| Lovro Štubljar      | 9.8.2004       | NK Domžale         |
| Obránci             |                |                    |
| Mitja Ilenič        | 26.12.2004     | New York City FC   |
| Srđan Kuzmić        | 16.1.2004      | Viborg FF          |
| Relja Obrić         | 11.4.2006      | Atalanta BC        |
| Lovro Golič         | 5.3.2006       | AS Řím             |
| Nino Milić          | 1.5.2004       | NK Domžale         |
| Záložníci           |                |                    |
| Žan Jevšenak        | 15.5.2003      | UD Oliveirense     |
| Adrian Zeljković    | 19.8.2002      | FC Spartak Trnava  |
| Tio Cipot           | 20.4.2003      | Grazer AK          |
| Svit Sešlar         | 9.1.2002       | NK Celje           |
| Edvin Krupić        | 3.3.2004       | NK Domžale         |
| Marcel Lorber       | 26.4.2004      | NK Domžale         |
| Sandro Jovanović    | 23.4.2002      | FC Koper           |
| Luka Topalović      | 23.2.2006      | FC Inter Milán     |
| Martin Pečar        | 5.7.2002       | NK Bravo           |
| Marko Brest         | 10.5.2002      | NK Olimpija Lublaň |
| Enrik Ostrc         | 21.6.2002      | Helmond Sport      |
| Jošt Pišek          | 10.3.2002      | NŠ Mura            |
| Útočníci            |                |                    |
| Tjaš Begić          | 30.6.2003      | Frosinone Calcio   |
| Dino Kojić          | 4.4.2005       | NK Olimpija Lublaň |
| Jaka Čuber Potočnik | 17.6.2005      | 1. FC Köln         |

## Skupina C

### Francie
Hlavní trenér:  Gérald Baticle
| Jméno              | Datum narození | Klub                 |
| Brankáři           | Brankáři       | Brankáři             |
| ------------------ | -------------- | -------------------- |
| Obed Nkambadio     | 7.2.2003       | Paris FC             |
| Guillaume Restes   | 11.3.2005      | Toulouse FC          |
| Robin Risser       | 2.12.2004      | Red Star FC          |
| Obránci            |                |                      |
| Castello Lukeba    | 17.12.2002     | RB Leipzig           |
| Quentin Merlin     | 16.5.2002      | Olympique Marseille  |
| Chrislain Matsima  | 15.5.2002      | FC Augsburg          |
| Kiliann Sildillia  | 16.5.2002      | SC Freiburg          |
| Christian Mawissa  | 8.4.2005       | AS Monaco FC         |
| Nathan Zézé        | 18.6.2005      | FC Nantes            |
| Ismaël Doukouré    | 24.7.2003      | RC Strasbourg Alsace |
| Záložníci          |                |                      |
| Johann Lepenant    | 22.10.2002     | Olympique Lyon       |
| Soungoutou Magassa | 8.10.2003      | AS Monaco FC         |
| Djaoui Cissé       | 31.1.2004      | Stade Rennais FC     |
| Lucien Agoumé      | 9.2.2002       | Sevilla FC           |
| Andy Diouf         | 17.5.2003      | RC Lens              |
| Félix Lemaréchal   | 7.8.2003       | RC Strasbourg Alsace |
| Útočníci           |                |                      |
| Loum Tchaouna      | 8.9.2003       | SS Lazio             |
| Matthis Abline     | 28.3.2003      | FC Nantes            |
| Wilson Odobert     | 28.11.2004     | Tottenham Hotspur FC |
| Thierno Barry      | 21.10.2002     | Villarreal CF        |
| Jean-Mattéo Bahoya | 7.5.2005       | Eintracht Frankfurt  |
| Saïmon Bouabré     | 1.6.2006       | AS Monaco FC         |
| Mathys Tel         | 27.4.2005      | Tottenham Hotspur FC |

### Gruzie
Hlavní trenér:  Ramaz Svanadze
| Jméno               | Datum narození | Klub                     |
| Brankáři            | Brankáři       | Brankáři                 |
| ------------------- | -------------- | ------------------------ |
| Micheil Makacaria   | 11.6.2004      | FC Dinamo Tbilisi        |
| Levan Tandilašvili  | 27.2.2003      | FC Telavi                |
| Luka Charatišvili   | 13.1.2003      | FC Dinamo Batumi         |
| Obránci             |                |                          |
| Lado Odišvili       | 28.5.2003      | FC Telavi                |
| Irakli Jakobidze    | 15.1.2002      | FC Dinamo Tbilisi        |
| Saba Chvadagiani    | 30.1.2003      | FC Dinamo Tbilisi        |
| Saba Mamacašvili    | 23.8.2002      | IK Sirius Fotboll        |
| Saba Sazonov        | 1.2.2002       | Empoli FC                |
| Irakli Azarovi      | 21.2.2002      | FK Šachtar Doněck        |
| Giorgi Maisuradze   | 31.1.2002      | FK Polissja Žytomyr      |
| Záložníci           |                |                          |
| Levan Osikmašvili   | 20.4.2002      | Hapoel Hadera FC         |
| Nodar Lominadze     | 4.4.2002       | FC Dinamo Tbilisi        |
| Otar Mamageišvili   | 15.1.2003      | FC Famalicão             |
| Luka Gagnidze       | 28.2.2003      | PFK Křídla Sovětů Samara |
| Gabriel Sigua       | 30.6.2005      | FC Basilej               |
| Tornike Morčiladze  | 10.1.2002      | FC Dinamo Tbilisi        |
| Irakli Jegojan      | 19.3.2004      | Vitesse                  |
| Útočníci            |                |                          |
| Laša Odišaria       | 23.10.2002     | FK RFS                   |
| Giorgi Kvernadze    | 7.2.2003       | Frosinone Calcio         |
| Gizo Mamageišvili   | 15.1.2003      | FC Iberia 1999           |
| Vachtang Bedošvili  | 19.10.2003     | FC Gareji Sagarejo       |
| Giorgi Abuašvili    | 8.2.2003       | FC Kolcheti-1913 Poti    |
| Vasilios Gordeziani | 29.1.2002      | FK Sarajevo              |

### Polsko
Hlavní trenér:  Adam Majewski
| Jméno                 | Datum narození | Klub                  |
| Brankáři              | Brankáři       | Brankáři              |
| --------------------- | -------------- | --------------------- |
| Kacper Tobiasz        | 4.11.2002      | Legia Warszawa        |
| Kacper Trelowski      | 19.8.2003      | Raków Częstochowa     |
| Sławomir Abramowicz   | 9.6.2004       | Jagiellonia Białystok |
| Obránci               |                |                       |
| Ariel Mosór           | 19.2.2003      | Raków Częstochowa     |
| Patryk Peda           | 16.4.2002      | SS Juve Stabia        |
| Miłosz Matysik        | 26.4.2004      | Aris Limassol         |
| Łukasz Bejger         | 11.1.2002      | NK Celje              |
| Filip Luberecki       | 25.4.2005      | Motor Lublin          |
| Arkadiusz Pyrka       | 20.9.2002      | Piast Gliwice         |
| Michał Gurgul         | 30.1.2006      | Lech Poznań           |
| Bartłomiej Smolarczyk | 2.7.2003       | Korona Kielce         |
| Záložníci             |                |                       |
| Mateusz Łęgowski      | 29.1.2003      | Yverdon-Sport FC      |
| Kajetan Szmyt         | 29.5.2002      | Zagłębie Lubin        |
| Jakub Kałuziński      | 31.10.2002     | Antalyaspor           |
| Kacper Kozłowski      | 16.10.2003     | Gaziantep FK          |
| Michał Rakoczy        | 30.3.2002      | MKE Ankaragücü        |
| Antoni Kozubal        | 18.8.2004      | Lech Poznań           |
| Mariusz Fornalczyk    | 15.1.2003      | Korona Kielce         |
| Mateusz Kowalczyk     | 16.4.2004      | GKS Katowice          |
| Tomasz Pieńko         | 5.1.2004       | Zagłębie Lubin        |
| Útočníci              |                |                       |
| Filip Szymczak        | 6.5.2002       | GKS Katowice          |
| Dominik Marczuk       | 1.11.2003      | Real Salt Lake        |
| Wiktor Bogacz         | 14.7.2004      | New York Red Bulls    |

### Portugalsko
Hlavní trenér:  Rui Jorge
| Jméno              | Datum narození | Klub                       |
| Brankáři           | Brankáři       | Brankáři                   |
| ------------------ | -------------- | -------------------------- |
| Samuel Soares      | 15.6.2002      | Benfica Lisabon            |
| João Carvalho      | 9.4.2004       | SC Braga                   |
| Diogo Pinto        | 18.6.2004      | Sporting CP                |
| Obránci            |                |                            |
| Rodrigo Pinheiro   | 28.8.2002      | FC Famalicão               |
| João Muniz         | 26.6.2005      | Sporting CP                |
| Chico Lamba        | 10.3.2003      | FC Arouca                  |
| Rafael Rodrigues   | 27.1.2002      | AVS Futebol SAD            |
| Flávio Nazinho     | 20.7.2003      | Cercle Brugge KSV          |
| Christian Marques  | 15.1.2003      | Yverdon-Sport FC           |
| Lourenço Henriques | 11.3.2004      | Varzim SC                  |
| Rodrigo Gomes      | 7.7.2003       | Wolverhampton Wanderers FC |
| Záložníci          |                |                            |
| Diogo Nascimento   | 2.11.2002      | FC Vizela                  |
| Mateus Fernandes   | 10.7.2004      | Southampton FC             |
| Paulo Bernardo     | 24.1.2002      | Celtic FC                  |
| Pedro Santos       | 10.2.2003      | Moreirense FC              |
| Mathias De Amorim  | 10.12.2004     | FC Famalicão               |
| Gustavo Sá         | 11.11.2004     | FC Famalicão               |
| João Marques       | 13.2.2002      | Gil Vicente FC             |
| Útočníci           |                |                            |
| Henrique Araújo    | 19.1.2002      | FC Arouca                  |
| Tiago Tomás        | 16.6.2002      | VfL Wolfsburg              |
| Geovany Quenda     | 30.4.2007      | Sporting CP                |
| Carlos Forbs       | 19.3.2004      | Wolverhampton Wanderers FC |
| Roger Fernandes    | 21.11.2005     | SC Braga                   |

## Skupina D

### Dánsko
Hlavní trenér:  Steffen Højer
| Jméno                      | Datum narození | Klub                |
| Brankáři                   | Brankáři       | Brankáři            |
| -------------------------- | -------------- | ------------------- |
| Andreas Jungdal            | 22.2.2002      | KVC Westerlo        |
| William Lykke              | 28.9.2004      | FC Nordsjælland     |
| Theo Sander                | 8.1.2005       | FC Kodaň            |
| Obránci                    |                |                     |
| Anton Gaaei                | 19.11.2002     | AFC Ajax            |
| Thomas Thiesson Kristensen | 17.1.2002      | Udinese Calcio      |
| Oliver Provstgaard         | 4.6.2003       | SS Lazio            |
| Victor Bak Jensen          | 3.10.2003      | FC Midtjylland      |
| Lucas Hey                  | 13.4.2003      | RSC Anderlecht      |
| Elias Jelert               | 12.6.2003      | Galatasaray SK      |
| Sebastian Otoa             | 13.5.2004      | Janov CFC           |
| Aske Adelgaard             | 10.11.2003     | Go Ahead Eagles     |
| Záložníci                  |                |                     |
| Tochi Chukwuani            | 24.3.2003      | SK Sturm Graz       |
| Oliver Sørensen            | 10.3.2002      | FC Midtjylland      |
| Isak Jensen                | 23.12.2003     | Viborg FF           |
| William Bøving             | 1.3.2003       | SK Sturm Graz       |
| Thomas Jørgensen           | 30.9.2005      | Viborg FF           |
| Oscar Højlund              | 4.1.2005       | Eintracht Frankfurt |
| Noah Nartey                | 5.10.2005      | Brøndby IF          |
| Oscar Fraulo               | 6.12.2003      | FC Utrecht          |
| Clement Bischoff           | 16.12.2005     | Brøndby IF          |
| Útočníci                   |                |                     |
| William Osula              | 4.8.2003       | Newcastle United FC |
| Conrad Harder              | 7.4.2005       | Sporting CP         |
| Mathias Kvistgaarden       | 15.4.2002      | Brøndby IF          |

### Finsko
Hlavní trenér:  Mika Lehkosuo
| Jméno            | Datum narození | Klub                      |
| Brankáři         | Brankáři       | Brankáři                  |
| ---------------- | -------------- | ------------------------- |
| Lucas Bergström  | 5.9.2002       | Chelsea FC                |
| Elmo Henriksson  | 10.3.2003      | Sporting de Gijón         |
| Roope Paunio     | 14.12.2002     | Seinäjoen Jalkapallokerho |
| Obránci          |                |                           |
| Rony Jansson     | 10.1.2004      | Kalmar FF                 |
| Tomas Galvez     | 28.1.2005      | SC Cambuur                |
| Samuli Miettinen | 16.6.2004      | Kuopion Palloseura        |
| Kalle Wallius    | 2.1.2003       | Tampereen Ilves           |
| Dario Naamo      | 14.5.2005      | SKN St. Pölten            |
| Ville Koski      | 27.1.2002      | NK Istra 1961             |
| Miska Ylitolva   | 23.5.2004      | Helsingin Jalkapalloklubi |
| Záložníci        |                |                           |
| Matti Peltola    | 3.7.2002       | D.C. United               |
| Santeri Väänänen | 1.1.2002       | Rosenborg BK              |
| Naatan Skyttä    | 7.5.2002       | USL Dunkerque             |
| Adam Markhiyev   | 17.3.2002      | Aris Limassol             |
| Niklas Pyyhtiä   | 25.9.2003      | FC Südtirol               |
| Luka Hyryläinen  | 25.8.2004      | SSV Ulm 1846              |
| Otso Liimatta    | 10.7.2004      | FC Famalicão              |
| Doni Arifi       | 11.4.2002      | Tampereen Ilves           |
| Útočníci         |                |                           |
| Teemu Hytönen    | 15.8.2002      | Tampereen Ilves           |
| Casper Terho     | 24.6.2003      | SC Paderborn 07           |
| Juho Talvitie    | 25.3.2005      | Heracles Almelo           |
| Topi Keskinen    | 7.3.2003       | Aberdeen FC               |
| Oiva Jukkola     | 21.5.2002      | Tampereen Ilves           |

### Nizozemsko
Hlavní trenér:  Michael Reiziger
| Jméno                   | Datum narození | Klub                |
| Brankáři                | Brankáři       | Brankáři            |
| ----------------------- | -------------- | ------------------- |
| Rome-Jayden Owusu-Oduro | 2.7.2004       | AZ Alkmaar          |
| Robin Roefs             | 17.1.2003      | NEC Nijmegen        |
| Calvin Raatsie          | 9.2.2002       | SBV Excelsior       |
| Obránci                 |                |                     |
| Devyne Rensch           | 18.1.2003      | AS Řím              |
| Ryan Flamingo           | 31.12.2002     | PSV Eindhoven       |
| Jorrel Hato             | 7.3.2006       | AFC Ajax            |
| Ian Maatsen             | 10.3.2002      | Aston Villa FC      |
| Anass Salah-Eddine      | 18.1.2002      | AS Řím              |
| Neraysho Kasanwirjo     | 18.2.2002      | Rangers FC          |
| Rav van den Berg        | 7.7.2004       | Middlesbrough FC    |
| Wouter Goes             | 10.6.2004      | AZ Alkmaar          |
| Bjorn Meijer            | 18.3.2003      | Club Brugge KV      |
| Záložníci               |                |                     |
| Youri Regeer            | 18.8.2003      | AFC Ajax            |
| Kenneth Taylor          | 16.5.2002      | AFC Ajax            |
| Ezechiel Banzuzi        | 16.2.2005      | Oud-Heverlee Leuven |
| Antoni Milambo          | 3.4.2005       | Feyenoord           |
| Luciano Valente         | 4.10.2003      | FC Groningen        |
| Útočníci                |                |                     |
| Million Manhoef         | 3.1.2002       | Stoke City FC       |
| Noah Ohio               | 16.1.2003      | FC Utrecht          |
| Ruben van Bommel        | 3.8.2004       | AZ Alkmaar          |
| Ernest Poku             | 28.1.2004      | AZ Alkmaar          |
| Thom van Bergen         | 6.1.2004       | FC Groningen        |
| Myron van Brederode     | 6.7.2003       | Fortuna Düsseldorf  |

### Ukrajina
Hlavní trenér:  Unai Melgosa
| Jméno                 | Datum narození | Klub                |
| Brankáři              | Brankáři       | Brankáři            |
| --------------------- | -------------- | ------------------- |
| Ruslan Neščeret       | 22.1.2002      | FK Dynamo Kyjev     |
| Heorhij Jermakov      | 28.3.2002      | FK Oleksandrija     |
| Vladyslav Krapyvcov   | 25.6.2005      | Girona FC           |
| Obránci               |                |                     |
| Kostjantyn Vivčarenko | 10.6.2002      | FK Dynamo Kyjev     |
| Illja Krupskyj        | 2.10.2004      | FK Vorskla Poltava  |
| Taras Mychavko        | 30.5.2005      | FK Dynamo Kyjev     |
| Artem Smoljakov       | 29.5.2003      | Los Angeles FC      |
| Volodymyr Saljuk      | 25.6.2002      | SK Metalist Charkov |
| Eduard Kozik          | 19.4.2003      | FK Kolos Kovalivka  |
| Vitalij Roman         | 15.4.2003      | FK Ruch Lvov        |
| Arsenij Batahov       | 5.3.2002       | Trabzonspor         |
| Záložníci             |                |                     |
| Volodymyr Bražko      | 23.1.2002      | FK Dynamo Kyjev     |
| Illja Kvasnytsja      | 20.3.2003      | FK Karpaty Lvov     |
| Oleh Očeretko         | 25.5.2003      | FK Karpaty Lvov     |
| Nazar Vološyn         | 17.6.2003      | FK Dynamo Kyjev     |
| Jehor Jarmoljuk       | 1.3.2004       | Brentford FC        |
| Oleksandr Jacyk       | 3.1.2003       | FK Zorja Luhansk    |
| Anton Carenko         | 17.6.2004      | Lechia Gdańsk       |
| Vladyslav Veleten     | 1.10.2002      | FK Kolos Kovalivka  |
| Maksym Braharu        | 21.7.2002      | FK Dynamo Kyjev     |
| Valentyn Rubčynskyj   | 15.2.2002      | FK Dynamo Kyjev     |
| Útočníci              |                |                     |
| Bohdan Vjunnyk        | 21.5.2002      | Lechia Gdańsk       |
| Vladyslav Vanat       | 4.1.2002       | FK Dynamo Kyjev     |